# Hüseyin Hamamcı
Hüseyin Cahit Hamamcı (* 1. Januar 1951 in Manisa) ist ein ehemaliger türkischer Fußballspieler und -trainer.

## Karriere
Über die Spielerkarriere Hamamcıs ist nicht viel bekannt. Er spielte in den 1970er und 1980er Jahren für die Vereine Karşıyaka SK, Altay Izmir und Ödemişspor. Dokumentiert ist sein Wechsel von Altay zu Ödemişspor. Ob er für Karşıyaka, für das er am längsten aktiv war, vor seiner Zeit bei Altay oder nach seiner Zeit bei Ödemişspor ist nicht bekannt. Ferner ist auch dokumentiert, dass er 1978 für Karşıyaka tätig war.

## Trainerkarriere
Seine erste Tätigkeit als Cheftrainer übte Hamamcı 1986 beim damaligen Erstligisten Diyarbakırspor. Diesen Verein übernahm er, nachdem sein Vorgänger Yılmaz Gökdel nach einer 0:5-Niederlage gegen Sarıyer SK sein Amt niederlegte. Hamamcı betreute den Verein acht Spiele lang und verließ den Verein, nachdem er nur in diesen acht Spielen sechs Niederlagen kassierte, ebenfalls vorzeitig.
1987 wurde er das erste Mal Cheftrainer von seinem früheren Verein Karşıyaka SK und wurde hier bereits vor der Winterpause entlassen. Am 27. Spieltag betreute Hamanci in der Begegnung gegen Gençlerbirliği Ankara interimsweise Karşıyaka SK und ersetzte den vertrat Nevzat Güzelırmak und übergab anschließend seinen Job an Kadri Aytaç. Nach dem 26. Spieltag der Erstligasaison 1990/91 übernahm er Karşıyaka SK zum zweiten Mal interimsweise und ersetzte bis zum Saisonende den entlassenen Tamer Kaptan. Hamamcı übernahm den stark abstiegsbedrohten Verein auf dem letzten Tabellenplatz. In den verbleibenden vier Spieltagen sammelte er mit seinem Team noch vier Punkte, verfehlte aber dennoch als Tabellenvorletzter den Klassenerhalt.
Für die nächste Saison übernahm er den Zweitligisten Ayvalıkgücü und betreute den Verein eine Spielzeit lang. 
Im Sommer 1992 verließ er Ayvalıkgücü und wurde stattdessen beim Provinzrivalen und Drittligisten Çanakkale Dardanelspor als Cheftrainer vorgestellt. Bei diesem Verein erlebte er seine bislang erfolgreichste Saison als Trainer. Mit seinem Team übernahm er bereits in den ersten Spieltagen die Tabellenführung und baute den Punktevorsprung bis zum Saisonende souverän aus. Darüber hinaus sorgte er mit seiner Mannschaft im Türkischen Fußballpokal für einige Überraschungen. In der Pokalsaison 1992/93 überstand die Mannschaft fünf Runden und schied erst im Viertelfinale gegen den Istanbuler Spitzenverein Galatasaray SK aus. Während in den ersten vier Runden nur Drittligisten ausgeschaltet wurden, setzt man sich in der 5. Hauptrunde gegen den Zweitligisten Samsunspor durch. Im Achtelfinale schalte man den Erstligisten MKE Ankaragücü mit 1:0 aus und war unter den acht Viertelfinalisten der einzige Nicht-Erstligist. Diese Leistung im Allgemeinen und die gegen Galatasaray im Viertelfinale im Speziellen wurde von der Fachpresse wertschätzend erwähnt. Gegen Galatasaray lieferte sich Dardanelspor ein hart umkämpftes Spiel und viel erst durch das Tor von Erdal Keser in der 60. Minute in Rückstand und verlor durch ein weiteres Tor mit 2:0. In der Liga beendete man die Spielzeit 1992/93 mit einem 21-Punktevorsprung vor dem zweitplatzierten Tavşanlı Linyitspor und stieg nach sieben Jahren wieder in die 2. Futbol Ligi, in die damals zweithöchste türkische Spielklasse, auf. Hamamcı wurde durch seine Leistungen von der Fachpresse als aufstrebender Jungtrainer erwähnt. In die 2. Lig aufgestiegen erreichte er mit seiner Mannschaft das Playofffinale und unterlag hier Adana Demirspor.
Nachdem Hamamcı sich bei Dardanelspor als Cheftrainer einen Namen gemacht hatte, verpflichtete ihn sein gerade aus der 1. Lig abgestiegener Stammverein Karşıyaka SK ein viertes Mal als Cheftrainer. Hamamcı übernahm mit Karşıyaka binnen weniger Spieltage die Tabellenführung und beendete in der ersten Hälfte der 2. Lig die Qualifikationsrunde 2 mit elf Punkten Vorsprung als Tabellenerster und qualifizierte sich für die Aufstiegsrunde in der die beiden direkten Aufsteiger der Liga ausgespielt wurden. Die Aufstiegsrunde der Zweitligasaison 1994/95 schloss Hamamcı ebenfalls als Tabellenführer ab und erreichte mit seinem Verein den direkten Wiederaufstieg in die 1. Lig. In der 1. Liga betreute er die Mannschaft nur zwei Spieltage lang und übergab dann seine Stelle an den englischen Trainer Allan John Harris.
Nach seiner Tätigkeit bei Karşıyaka blieb Hamamcı etwa zehn Monate ohne Tätigkeit und übernahm erst im März 1996 den Zweitligisten Göztepe Izmir. Diesen Vereine betreute er bis zum Saisonende und übernahm dann für die kommen Saison den Drittligisten Balıkesirspor. Nachdem er hier nur ein paar Wochen tätig gewesen war, verließ er diesen Verein wieder und wechselte zum Zweitligisten Erzurumspor. Diesen Verein führte er zum Saisonende auf den 8. Tabellenplatz.
Im Sommer 1997 nahm er das Angebot des Drittligisten Izmirspor und betreute fortan diesen Klub. Diesen Verein führte er zur Meisterschaft der Saison 1997/98 und damit zum Aufstieg in die 2. Futbol Ligi.
Zur neuen Saison verließ er Izmirspor und heuerte beim Zweitligisten Zeytinburnuspor an. Diesen Verein betreute er nur wenige Spieltage und übernahm dann im September 1998 Karşıyaka SK ein weiteres Mal als Cheftrainer. Mit seinem Klub verpasste er zum Saisonende den Aufstieg, so dass er nach einer Saison den Verein wieder verließ.
Für die nächste Saison blieb er der 2. Liga treu und übernahm den Aufsteiger Konya SÜ Endüstri SK. Mit diesem Verein spielte er lange Zeit um den Aufstieg mit, verpasste ihn aber zum Saisonende. Zur neuen Saison wechselte er erneut den Verein und übernahm dieses Mal den Ligarivalen Elazığspor. Auch mit diesem Verein spielte er lange um den Aufstieg mit, verpasste aber auch mit diesem Verein den Aufstieg in den letzten Spieltagen. Im Sommer 2001 wechselte er zum Zweitligisten Kombassan Konyaspor und trainierte den Verein eine Saison ohne dabei den Aufstieg zu erreichen.
Zur Saison 2002/03 wechselte er ein weiteres Mal den Verein und heuerte beim Ligakonkurrenten Sakaryaspor an. Hier startete seine Mannschaft mit zwei Siegen in der Saison. Am 8. September 2002 kam der Mannschaftsbus Sakaryaspors während der Hinfahrt zum Auswärtsspiel gegen Sakaryaspor von der Fahrbahn ab, überschlug sich und stürzte in einen 15 Meter tiefen Straßengraben. Bei diesem Unfall verunglückten fünf Fahrgäste, u. a. der sportliche Manager und die ehemalige Spielerlegende des Vereins, der Torschützenkönig der Saison 1984/85 Aykut Yiğit. Hamamcı und zehn Spieler verletzten sich bei diesem Unfall schwer und mussten zwei Tage stationär behandelt werden. Nach diesem Unfall wurden alle Spiele von Hamamcıs Mannschaft bis auf weiteres verschoben. Der Verein nahm den Spielbetrieb wieder am 23. Oktober 2002 mit der Nachholpartie gegen Sivasspor wieder auf. Die Saison beendete Sakaryaspor trotz der Umstände auf dem 7. Tabellenplatz.
Zur nächsten Saison verließ Hamamcı Sakaryaspor und übernahm den Ligakonkurrenten Kayseri Erciyesspor. Mit diesem Verein beendete er die Zweitligasaison 2003/04 als Vizemeister und stieg in die Süper Lig auf. Nach diesem Erfolg konnten sich beide Seiten für keine weitere Zusammenarbeit einigen, sodass der Verein mit Hüsnü Özkara in die Süper Lig startete.
Nach dem Weggang von Erciyesspor übernahm Hamamcı ein weiteres Mal Karşıyaka SK und trainierte ihn in der Hinrunde.
Hamamcı trainierte nach seiner Tätigkeit für Karşıyaka eineinhalb Jahre lang keine Mannschaft und übernahm zur Saison 2006/07 den Drittligisten Kardemir Karabükspor.
In der Saison 2012/13 arbeitete er bei Karşıyaka als Co-Trainer und assistierte damit seinem ehemaligen Spieler Cihat Arslan, den er in den 1990er Jahren bei Karşıyaka trainiert hatte. Zeitgleich arbeitete er als sportlicher Direktor des Vereins.

## Erfolge
Çanakkale Dardanelspor
- Meister der TFF 2. Lig und Aufstieg in die TFF 1. Lig: 1992/93

Karşıyaka SK
- Meister der TFF 1. Lig und Aufstieg in die Süper Lig: 1994/95

Izmirspor
- Meister der TFF 2. Lig und Aufstieg in die TFF 1. Lig: 1997/98

Kayseri Erciyesspor
- Vizemeister der TFF 1. Lig und Aufstieg in die Süper Lig: 2003/04